# Богослужбовий устав
Богослужбовий устав — сукупність вказівок, що визначають структуру та порядок православних богослужінь та їх поєднань на всі дні року. Книга, в якій устав записаний, називається «Типікон» (грец. Τυπικόν від τύπος — зразок, статут).
Слов'янський Типікон, що склався в своєму сучасному вигляді до кінця XVII століття на основі Єрусалимського уставу, прийнятий в УПЦ КП, УПЦ МП та деяких інших православних церквах. Аж до XIV століття в Київської митрополії діяв Студійський статут.

## Різновиди уставів

### Студійський устав
Студійський устав — складений преподобним Феодором Студитом, настоятелем  Студійського монастиря в Константинополі. Був введений на Русі преподобним Феодосієм Печерським та залишався у вжитку Руської церкви аж до XIV століття, коли був замінений Єрусалимським, який отримав до того часу поширення на Сході.

### Єрусалимський устав
Єрусалимський устав — прийнятий  524 року в лаврі преподобного Сави Освяченого, поблизу Єрусалима. Був введений в гуртожитних обителях всієї Палестини, звідки поширився по всьому Православному Сходу. На Русі з'явився в широкому вжитку з часу митрополита Київського Кипріана. Єрусалимський устав не пов'язаний безпосередньо з древнім єрусалимським богослужінням, але це написана в Палестині переробка первісної та малоазійської редакції Студійського синаксара.

### Інші статути
Широке поширення отримали також нова редакція Статуту Великої церкви (Візантійського), здійснена в XIX столітті та призначена для парафіяльного богослужіння (поширена в церквах грецької традиції і в Болгарської церкви).